# Traslitterazione dell'arabo
La lingua araba, appartenente alla famiglia delle lingue semitiche, è una lingua 'difettiva' in quanto distingue tra vocali lunghe [ا ي و] e vocali brevi [ـَ ـِ ـُ] (indicate nell'arabo classico). Inoltre, essa presenta foni che non hanno equivalenti in italiano o in altre lingue europee.
Queste peculiarità, unita alla diglossia tra il modello standard (rappresentato dalla lingua letteraria) e i dialetti (parlati dalla gran parte delle popolazioni arabofone), rendono estremamente arduo concordare un metodo unico per la traslitterazione in caratteri latini di nomi e termini arabi.

## Storia
Nel 1956 lo «United States Board on Geographic Names» e il «Permanent Committee on Geographical Names for British Official Use» presentano congiuntamente un sistema di traslitterazione noto come BGN/PCGN 1956.
Nel 1971, durante una conferenza a Beirut, un gruppo di studiosi propone una tabella di conversione nota come sistema Beirut modificato, la quale riprende il BGN/PCGN 1956.
Nel maggio 1972, la seconda Conferenza delle Nazioni Unite per la standardizzazione dei nomi geografici («United Nations Conference on the Standardization of Geographical Names»), mediante la risoluzione II/8, approva il sistema Beirut modificato.
Nel 1973, l'Institut géographique national presenta il sistema IGN 1973, chiamato anche “variante B del sistema Beirut modificato”.
La materia è stata oggetto di due standard previsti dalla Organizzazione Mondiale per la Normalizzazione, ossia ISO 233: 1984 (“traslitterazione in caratteri latini”) e ISO 233-2: 1993 (“traslitterazione semplificata”).
Lo «United Nations Group of Experts on Geographical Names» (UNGEGN) ha predisposto i documenti di lavoro della settima Conferenza per la standardizzazione, svoltasi nel 1998, in cui è stata prevista una revisione del sistema Beirut modificato; poi presentata nel 2002 durante l'ottava conferenza.

## Tavola di comparazione dei differenti sistemi
| Lettera | Unicode | Nome         | IPA    | Latino         | ALA-LC | Wehr  | DIN  | GENUNG | ISO  | -2       | SAS  | BATR   | ArabTeX | chat           |
| ------- | ------- | ------------ | ------ | -------------- | ------ | ----- | ---- | ------ | ---- | -------- | ---- | ------ | ------- | -------------- |
| ء‎       | 0621    | hamza        | ʔ      | Aa             | ʾ      | ʼ     | ʾ    | ʼ      | ˈ, ˌ | '        | ʾ    | e      | '       | 2              |
| ا‎       | 0627    | alif         | aː     | Aa             | ā      | ā     | ā    | ā      | ʾ    | aa       | ā    | aa / A | A       | a/e/é          |
| ب‎       | 0628    | bāʾ          | b      | Bb             | b      | b     | b    | b      | b    | b        | b    | b      | b       | b              |
| ت‎       | 062A    | tāʾ          | t      | Tt             | t      | t     | t    | t      | t    | t        | t    | t      | t       | t              |
| ث‎       | 062B    | thāʾ         | θ      | Tt             | th     | ṯ     | ṯ    | th     | ṯ    | ṯ        | ç    | c      | _t      | s/th           |
| ج‎       | 062C    | ǧīm          | d͡ʒ     | Cc, Gg         | j      | j     | ǧ    | j      | ǧ    | j        | ŷ    | j      | ^g      | j/g/dj         |
| ح‎       | 062D    | hāʾ          | ħ      | Hh             | ḥ      | ḥ     | ḥ    | ḩ      | ḥ    | ḥ        | ḥ    | H      | .h      | 7              |
| خ‎       | 062E    | khāʾ         | x      | Hh             | kh     | ḵ     | ḫ    | kh     | ẖ    | x        | j    | K      | _h      | kh/7'/5        |
| د‎       | 062F    | dāl          | d      | Dd             | d      | d     | d    | d      | d    | d        | d    | d      | d       | d              |
| ذ‎       | 0630    | dhāl         | ð      | Dd             | dh     | ḏ     | ḏ    | dh     | ḏ    | đ        | ḏ    | z'     | _d      | z/dh/th        |
| ر‎       | 0631    | rāʾ          | r      | Rr             | r      | r     | r    | r      | r    | r        | r    | r      | r       | r              |
| ز‎       | 0632    | zāj          | z      | Zz             | z      | z     | z    | z      | z    | z        | z    | z      | z       | z              |
| س‎       | 0633    | sīn          | s      | Ss             | s      | s     | s    | s      | s    | s        | s    | s      | s       | s              |
| ش‎       | 0634    | scīn         | ʃ      | Ss             | sh     | š     | š    | sh     | š    | š        | š    | x      | ^s      | sh/ch          |
| ص‎       | 0635    | ṣād          | sˤ     | Цц, Чч, Џџ     | ṣ      | ṣ     | ṣ    | ş      | ṣ    | ṣ        | ṣ    | S      | .s      | s/9            |
| ض‎       | 0636    | ḍād          | dˤ     | Цц, Чч, Џџ     | ḍ      | ḍ     | ḍ    | ḑ      | ḍ    | ḍ        | ḍ    | D      | .d      | d/9'           |
| ط‎       | 0637    | ṭāʾ          | tˤ     | Θθ             | ṭ      | ṭ     | ṭ    | ţ      | ṭ    | ṭ        | ṭ    | T      | .t      | t/6            |
| ظ‎       | 0638    | ḍhāʾ         | ðˤ     | Θθ             | ẓ      | ẓ     | ẓ    | z̧      | ẓ    | đ̣        | ẓ    | Z      | .z      | z/dh/6'        |
| ع‎       | 0639    | ʿajn         | ʕ      | Oo             | ʿ      | ʻ     | ʿ    | ʻ      | ʿ    | ř        | ʿ    | E      | `       | 3              |
| غ‎       | 063A    | ghajn        | ɣ      | Oo             | gh     | ḡ     | ġ    | gh     | ġ    | g        | ğ    | g      | .g      | gh/3'          |
| ف‎       | 0641    | fāʾ          | f      | Pp             | f      | f     | f    | f      | f    | f        | f    | f      | f       | f              |
| ق‎       | 0642    | qāf          | q      | Qq             | q      | q     | q    | q      | q    | q        | q    | q      | q       | 2/g/q/8        |
| ك‎       | 0643    | kāf          | k      | Kk             | k      | k     | k    | k      | k    | k        | k    | k      | k       | k              |
| ل‎       | 0644    | lām          | l      | Ll             | l      | l     | l    | l      | l    | l        | l    | l      | l       | l              |
| م‎       | 0645    | mīm          | m      | Mm             | m      | m     | m    | m      | m    | m        | m    | m      | m       | m              |
| ن‎       | 0646    | nūn          | n      | Nn             | n      | n     | n    | n      | n    | n        | n    | n      | n       | n              |
| ه‎       | 0647    | hʾāʾ         | h      | Ee             | h      | h     | h    | h      | h    | h        | h    | h      | h       | h              |
| و‎       | 0648    | wāw          | w, uː  | Ff, Uu, Vv, Yy | w; ū   | w; ū  | w; ū | w      | w; ū | w; o     | w; ū | w; uu  | w; U    | w; o; ou/u/oo  |
| ي‎       | 064A    | jāʾ          | j, iː  | Ii, Jj         | y; ī   | y; ī  | y; ī | y      | y; ī | y; e     | y; ī | y; ii  | y; I    | y; i/ee; ei/ai |
| آ‎       | 0622    | alif madda   | ʔaː    | Aa             | ā, ʾā  | ā, ʼā | ʾā   | ā      | ʾâ   | 'aa      | ā    | eaa    | 'A      | 2a/aa          |
| ة‎       | 0629    | tāʾ marbūṭa  | a, at  | Tt             | h; t   | —; t  | h; t | h; t   | ẗ    | ŧ        | —; t | t'     | T       | a/e(h); et/at  |
| ى‎       | 0649    | alif maqṣūra | aː     | Aa             | á      | ā     | ā    | y      | ỳ    | à        | à    | aaa    | _A      | a              |
| لا‎      | 06D9    | lām alif     | (var.) | Ll             | al-    | al-   | al-  | al-    | ʾal  | al-; ál- | al-  | Al-    | al-     | el             |